# ميخائيل غالاغير (كاتب)
ميخائيل غالاغير (بالإنجليزية: Michael Gallagher)‏ هو كاتب أمريكي، ولد في 15 نوفمبر 1951 في نيويورك في الولايات المتحدة.